# Leny Escudero
Leny Escudéro fou un cantant francés, nascut Joaquin Leni Escudero (Aurizberri, Navarra; 5 de novembre de 1932 - Giverny, França; 9 d'octubre de 2015). Fill d'exiliats de la Guerra Civil.

## Discografia
- Escudéro sur scène
- La grande farce
- Vivre pour des idées
- Escudéro 71
- Dérivés
- La planéte des fous
- Le voyage
- Chate la liberté
- Une vie...
- Je veux toujours rester petite
- Le tiers amour